# Église Saint-Martin du Pas
L'église Saint-Martin du Pas est une église catholique située au Pas, dans le département français de la Mayenne.

## Localisation
L'église est située dans le bourg du Pas, rue Saint-Martin.

## Histoire
L'édifice actuel remplace l'ancienne église, dont une partie datait de 1636, comme il est écrit sur la porte.
Bâtie sur les plans d'Eugène Hawke, l'architecte ayant conçu la basilique Notre-Dame de Pontmain, elle est bénite le 28 juin 1890.

## Intérieur

### Cloches
Les cloches de l'ancienne église ont été replacées dans l'édifice actuel. Fondues vers 1759, elles furent bénites le 8 octobre 1787 et nommées Renée et Magdelaine. Elles sont classées à titre d'objets depuis 1942.